# Kreissparkasse Garmisch-Partenkirchen
Die Kreissparkasse Garmisch-Partenkirchen war ein öffentlich-rechtliches Kreditinstitut mit Sitz in Garmisch-Partenkirchen in Bayern. Ihr Geschäftsgebiet war der Landkreis Garmisch-Partenkirchen. Im Jahr 2022 fusionierte die Sparkasse mit der Sparkasse Oberland.

## Organisationsstruktur
Die Kreissparkasse Garmisch-Partenkirchen war eine Anstalt des öffentlichen Rechts. Rechtsgrundlagen waren das Sparkassengesetz, die bayerische Sparkassenordnung und die durch den Träger der Sparkasse erlassene Satzung. Organe der Sparkasse waren der Vorstand und der Verwaltungsrat.

## Geschäftsausrichtung
Die Kreissparkasse Garmisch-Partenkirchen betrieb als Sparkasse das Universalbankgeschäft. Sie wies im Geschäftsjahr 2021 eine Bilanzsumme von 1,324 Mrd. Euro aus und verfügte über Kundeneinlagen von 991,92 Mio. Euro. Gemäß der Sparkassenrangliste 2021 lag sie nach Bilanzsumme auf Rang 302. Sie unterhielt 6 Filialen/Selbstbedienungsstandorte und beschäftigte 241 Mitarbeiter.

## Sparkassen-Finanzgruppe
Die Kreissparkasse Garmisch-Partenkirchen war Teil der Sparkassen-Finanzgruppe. Sie vertrieb daher z. B. Bausparverträge der LBS, offene Investmentfonds der Deka und vermittelte Versicherungen der Versicherungskammer Bayern. Die Funktion der Sparkassenzentralbank nahm die Bayerische Landesbank wahr.